# Rhett y Link

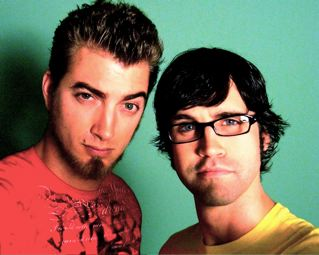
Rhett & Link

Rhett y Link es un dúo humorístico estadounidense integrado por Rhett McLaughlin y Link Neal, conocidos por su gran colección de vídeos en Internet. Son también músicos, directores y personajes televisivos. Son oriundos de Buies Creek, Carolina del Norte, y han sido mejores amigos desde que se conocieron en primer grado.

## Biografía
Rhett y Link se conocieron en su primer día de clases, en el primer grado de la escuela primaria de Buies Creek, debiendo permanecer dentro de la sala de clases durante el recreo por escribir groserías en sus mesas. Se volvieron mejores amigos después de forzarlos a estar tranquilos y a pintar dibujos de Paul Bunyan. A la edad de doce años, escribieron un guion titulado «Gutless wonders». En la secundaria, Rhett estaba en el equipo de baloncesto, mientras que Link participaba en múltiples competiciones de ciencia. Más tarde, fueron compañeros de habitación en la Universidad del Estado de Carolina del Norte donde estudiaron Ingeniería.

## Música
Rhett y Link son conocidos por interpretar en vivo conciertos de comedia musical y han completado dos álbumes.
El 2001, Rhett y Link independientemente lanzaron «Just mail us the Grammy», figurando la popular canción «The unibrow song».
El 2005, Rhett y Link independientemente lanzaron «I’m sorry, what was that? (Live in the living room)», un álbum en vivo donde figura la canción «The Wal-Mart song». El álbum está disponible en iTunes store.
En abril de 2007, Rhett y Link se ubicaron en el tercer lugar del Turbotax TaxRap Contest. Más de 370 concursantes cantantes de rap fueron juzgados por Vanilla Ice.
Ellos también colaboraron con los raperos más famosos de YouTube: Epic Rap Battles of History con el cual colaboraron en tres ocasiones: Ellos fueron los Hermanos Wright mientras sus oponentes eran NicePeter disfrazado de Luigi y EpicLLOYD disfrazado de Mario. En otra eran los padres del Renacimiento con el dúo cómico Smosh contra las Tortugas Ninja y en otra fueron Lewis y Clark y sus oponentes eran Bill y Ted (Bill & Ted's Excellent Adventure)

## Filmografía
El primer cortometraje de Rhett y Link, One Man’s Trash, ganó como la mejor comedia de Carolina del Norte en All-American Film Festival. Fue también. oficialmente seleccionado The Carrboro Film Festival, The Carolina Film and Video Festival, The Lake County Film Festival, y The Southern Fried Flicks Film Festival.
En el año 2006, Rhett y Link comenzaron a trabajar en un documental acerca de la búsqueda de su profesora de primer grado, Sra. Locklear, titulado Looking for Ms. Locklear. El filme fue lanzado el 2007. El tráiler puede ser visto en el sitio web de la película.

## Internet
Los videos en línea de Rhett y Link varían desde videos musicales cómicos hasta interacciones con ciudadanos y sketches de comedia.
Rhett y Link tienen un video podcast, The RhettandLinKast. A fines del 2007, The RhettandLinKast se volvió un concurrido programa web en vivo, llamado The RhettandLinKast LIVE. Un programa de entregas semanales que puede ser visto en Rhett&Link LIVE.
Actualmente tienen un programa de vídeos diarios llamado Good Mythical Morning.

## Televisión
Rhett y Link están entre los primeros grupos de personajes de internet que hacen una transición desde la red hacia la televisión. Junto a Stevie Ryan y Joy Leslie, Rhett y Link presentaron Online Nation, un programa donde se mostraban sus mejores Viral videos de Internet, en CW Network.
Online nation fue cancelado luego de cuatro episodios. Lo interesante fue que rápidamente Rhett y Link respondieron con un vídeo.